# Cibarusahjaya
Cibarusahjaya is een bestuurslaag in het regentschap Bekasi van de provincie West-Java, Indonesië. Cibarusahjaya telt 11.918 inwoners (volkstelling 2010).